# Marc Reichert
Marc Reichert (Seftigen, 22 marzo 1980) è un ex hockeista su ghiaccio svizzero, giocava come attaccante.

## Carriera

### Club
Marc Reichert iniziò a giocare ad hockey nel settore giovanile del SC Bern, dove rimase dal 1996 al 2000, totalizzando 83 punti in 67 presenze. Durante gli anni trascorsi nella squadra giovanile esordì nella stagione 1996-1997 in Lega Nazionale A sempre con la maglia del SC Bern, conquistando il primo titolo nazionale della sua carriera. Al termine della stagione 1997-1998 fu ceduto in Lega Nazionale B all'EHC Biel, totalizzando 2 assist in 14 presenze. Al termine del campionato ritornò a Berna per rimanervi fino al 2002. In totale raccolse 25 gol e 26 assist in 222 partite giocate.
Nel 2002 fu ingaggiato dai Kloten Flyers, squadra della Lega Nazionale A con cui restò fino a metà della stagione 2003-2004. Con la maglia degli aviatori segnò 25 gol e fornì 18 assist in 79 gare.
Nella stagione 2004-2005 ritornò nuovamente a Berna, prolungando nel 2008 il suo contratto per le quattro stagioni successive. Nella stagione 2009-2010 conquistò il secondo titolo nazionale in carriera in finale contro il Genève-Servette HC. Il 10 gennaio 2012 fu ufficializzata la sua cessione per l'anno successivo all'HC Ambrì-Piotta, con un contratto valido fino al termine della stagione 2014-2015.

### Nazionale
Reichert giocò per la selezione Under-18 dal 1997 al 1998, totalizzando 10 punti in 12 gare ufficiali. Negli stessi anni fu convocato anche dalla nazionale Under-20 per disputare i campionati mondiali di categoria, raccogliendo 6 punti in 20 partite giocate.
Nel 2001 fu convocato per la prima volta nella nazionale maggiore per disputare il campionato mondiale. Fino al 2008, anno dell'ultimo mondiale giocato, Reichert disputò 36 incontri nel corso di sei diverse rassegne iridate, totalizzando 11 punti.

## Statistiche
Statistiche aggiornate a luglio 2012.

### Club
| Stagione | Squadra      | Stagione regolare | Stagione regolare | Stagione regolare | Stagione regolare | Stagione regolare | Stagione regolare | Playoff | Playoff | Playoff | Playoff | Playoff |
| Stagione | Squadra      | Lega              | P                 | G                 | A                 | Pt                | PIM               | P       | G       | A       | Pt      | PIM     |
| -------- | ------------ | ----------------- | ----------------- | ----------------- | ----------------- | ----------------- | ----------------- | ------- | ------- | ------- | ------- | ------- |
| 1996-97  | Bern U20     | Elite Jr. A       | 33                | 14                | 13                | 27                | -                 |         |         |         |         |         |
|          | Bern         | NLA               | 1                 | 0                 | 0                 | 0                 | 0                 |         |         |         |         |         |
| 1997-98  | Bern         | NLA               | 26                | 1                 | 2                 | 3                 | 4                 | -       | -       | -       | -       | -       |
|          |              | EHL               | 5                 | 1                 | 1                 | 2                 | 0                 | -       | -       | -       | -       | -       |
|          | Bern U20     | Elite Jr. A       | 17                | 8                 | 21                | 29                | 20                | -       | -       | -       | -       | -       |
|          | Biel         | NLB               | 2                 | 0                 | 0                 | 0                 | 0                 | 12      | 0       | 2       | 2       | 0       |
| 1998-99  | Bern         | NLA               | 42                | 2                 | 3                 | 5                 | 8                 | 4       | 0       | 0       | 0       | 2       |
|          | Bern U20     | Elite Jr. A       | 13                | 8                 | 13                | 21                | 14                | -       | -       | -       | -       | -       |
| 1999-00  | Bern         | NLA               | 40                | 5                 | 2                 | 7                 | 6                 | 5       | 0       | 0       | 0       | 0       |
|          | Bern U20     | Elite Jr. A       | 4                 | 2                 | 4                 | 6                 | 2                 | -       | -       | -       | -       | -       |
| 2000-01  | Bern         | NLA               | 44                | 10                | 7                 | 17                | 48                | 10      | 2       | 2       | 4       | 8       |
| 2001-02  | Bern         | NLA               | 44                | 4                 | 8                 | 12                | 43                | 6       | 1       | 2       | 3       | 0       |
| 2002-03  | Kloten       | NLA               | 23                | 5                 | 3                 | 8                 | 16                |         |         |         |         |         |
| 2003-04  | Kloten       | NLA               | 48                | 13                | 14                | 27                | 44                | -       | -       | -       | -       | -       |
|          |              | Playout           | 8                 | 7                 | 1                 | 8                 | 12                | -       | -       | -       | -       | -       |
| 2004-05  | Kloten       | NLA               | 22                | 1                 | 2                 | 3                 | 12                | -       | -       | -       | -       | -       |
|          | Bern         | NLA               | 22                | 10                | 6                 | 16                | 4                 | 11      | 2       | 1       | 3       | 4       |
| 2005-06  | Bern         | NLA               | 44                | 8                 | 11                | 19                | 18                |         |         |         |         |         |
| 2006-07  | Bern         | NLA               | 44                | 6                 | 9                 | 15                | 22                | 17      | 6       | 4       | 10      | 4       |
| 2007-08  | Bern         | NLA               | 46                | 13                | 14                | 27                | 41                | 6       | 0       | 1       | 1       | 4       |
| 2008-09  | Bern         | NLA               | 50                | 11                | 9                 | 20                | 18                | 6       | 0       | 1       | 1       | 6       |
|          |              | Champions HL      | 4                 | 0                 | 0                 | 0                 | 2                 | -       | -       | -       | -       | -       |
| 2009-10  | Bern         | NLA               | 48                | 7                 | 13                | 20                | 24                | 15      | 4       | 3       | 7       | 12      |
| 2010-11  | Bern         | NLA               | 50                | 6                 | 15                | 21                | 30                | 11      | 0       | 2       | 2       | 8       |
|          |              | ET                | 8                 | 2                 | 2                 | 4                 | 4                 | 3       | 0       | 0       | 0       | 14      |
| 2011-12  | Bern         | NLA               | 40                | 4                 | 3                 | 7                 | 8                 | 17      | 2       | 2       | 4       | 18      |
| 2012-13  | Ambrì-Piotta | NLA               |                   |                   |                   |                   |                   |         |         |         |         |         |

### Nazionale
| Stagione | Livello           | Risultati     | Risultati | Risultati | Risultati | Risultati | Risultati |
| Stagione | Livello           | Competizione  | P         | G         | A         | Pt        | PIM       |
| -------- | ----------------- | ------------- | --------- | --------- | --------- | --------- | --------- |
| 1996-97  | Switzerland U18   | EJC-18        | 6         | 2         | 3         | 5         | 4         |
| 1997-98  | Switzerland U20   | WJC-20        | 7         | 0         | 1         | 1         | 4         |
|          | Switzerland U18   | EJC-18        | 6         | 3         | 2         | 5         | 10        |
| 1998-99  | Switzerland U20   | WJC-20        | 6         | 1         | 1         | 2         | 2         |
| 1999-00  | Switzerland U20   | WJC-20        | 7         | 0         | 3         | 3         | 0         |
| 2000-01  | Switzerland       | WC            | 6         | 1         | 2         | 3         | 2         |
| 2001-02  | Switzerland       | WC            | 6         | 0         | 1         | 1         | 2         |
| 2003-04  | Switzerland       | WC            | 4         | 1         | 0         | 1         | 2         |
| 2005-06  | Switzerland       | WC            | 6         | 1         | 1         | 2         | 0         |
| 2006-07  | Switzerland       | WC            | 7         | 1         | 2         | 3         | 6         |
| 2007-08  | Switzerland       | WC            | 7         | 1         | 0         | 1         | 2         |
|          | Switzerland (all) | International | 20        | 3         | 4         | 7         | 2         |
| 2008-09  | Switzerland (all) | International | 10        | 0         | 2         | 2         | 0         |
| 2009-10  | Switzerland (all) | International | 4         | 1         | 0         | 1         | 2         |

## Palmarès

### Club
- Campionato svizzero: 2

Berna: 1996-1997, 2009-2010
- Coppa Svizzera: 1

Berna: 2014-2015

### Nazionale
- Campionato del mondo U-18: 1 terzo posto

 Svizzera U-18: 1997